# Rosemary's Baby (30 Rock)
"Rosemary's Baby" é o quarto episódio da segunda temporada da série de televisão de comédia de situação norte-americana 30 Rock, e o 25.° da série em geral. Teve o seu enredo escrito por pelo co-produtor executivo Jack Burditt, e foi realizado por Michael Engler. A sua transmissão nos Estados Unidos ocorreu a 25 de Outubro de 2007 através da National Broadcasting Company (NBC). Os actores convidados que apareceram no episódio foram Carrie Fisher, Stuart Zagnit, Paul Scheer, Maulik Pancholy, Kevin Brown, Grizz Chapman, e Elijah Cook.
No episódio, a argumentista-chefe Liz Lemon (interpretada por Tina Fey) pede demissão da sua posição no TGS with Tracy Jordan para que possa trabalhar com Rosemary Howard (Fisher), uma guionista a quem idolatra. Enquanto isso, o astro do TGS Tracy Jordan (Tracy Morgan) batalha com problemas familiares devido a assuntos não resolvidos com os seus parentes. Não obstante, Jenna Maroney (Jane Krakowski) faz os possíveis para tentar substituir o casaco de uniforme do estagiário Kenneth Parcell (Jack McBrayer), o qual queimou por acidente.
Antes da transmissão de "Rosemary's Baby", a NBC mudou o horário habitual de emissão de 30 Rock das 21h para as 20h30min. Assim, na sua noite de transmissão original, o episódio foi assistido por 6,53 milhões de telespectadores norte-americanos e recebeu a classificação de 3,1 e oito de share no perfil demográfico dos telespectadores entre os dezoito aos 49 anos de idade, segundo o reportado pelo sistema de mediação de audiências Nielsen Ratings. A recepção da crítica especialista em televisão do horário nobre também foi positiva para com o episódio, com alguns periódicos considerando-o um dos melhores do seriado. Além disso, Baldwin venceu um prémio Emmy do horário nobre pelo seu desempenho em "Rosemary's Baby."

## Produção e referências culturais
"Rosemary's Baby" é o quarto episódio da segunda temporada de 30 Rock. O seu enredo foi escrito por Jack Burditt, co-produtor executivo da temporada, e foi realizado por Michael Engler. Assim, marcou o quarto crédito de argumento por Burditt, além do primeiro nesta temporada, e também o quarto crédito de realização por Engler. Não obstante, foi a segunda colaboração de Burditt e Engler num episódio de 30 Rock, após "The Baby Show" na primeira temporada. Na sua autobiografia Bossypants (2011), Tina Fey — criadora, produtora exeuctiva, argumentista-chefe e actriz principal de 30 Rock — apontou "Rosemary's Baby" como o seu episódio favorito dentre os que tiveram o guião escrito por Burditt.

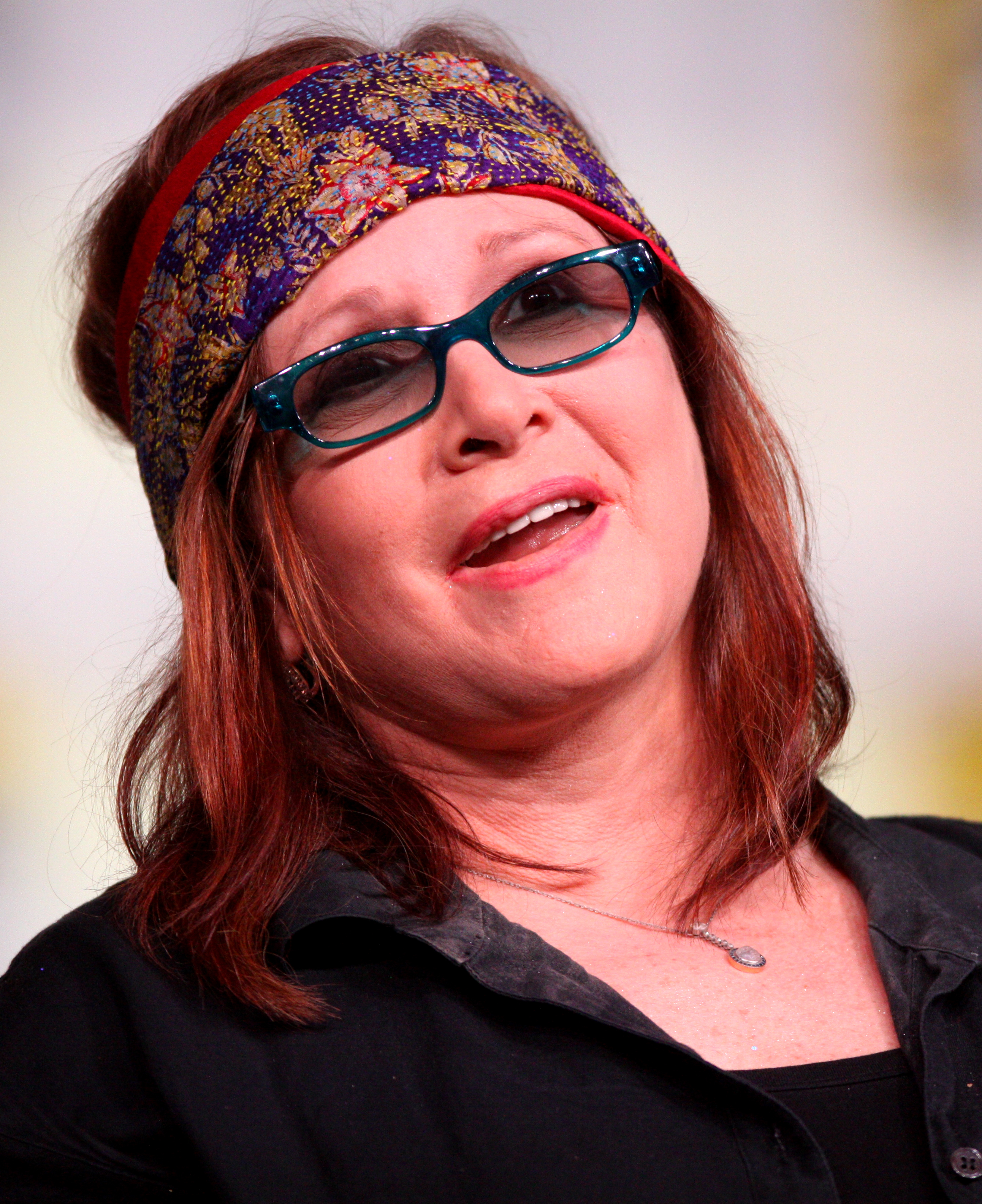
A actriz convidada Carrie Fisher foi membro do elenco da trilogia original da franquia Star Wars, frequentemente referenciada em 30 Rock.

A maior parte das cenas do episódio foram filmadas a 11 de Setembro de 2007 nos estúdios Silvercup, enquanto as que envolvem Carrie Fisher foram filmadas no dia seguinte. Fisher, que fez uma participação em "Rosemary's Baby" como a argumentista Rosemary Howard, interpretou Princesa Leia na trilogia original da franquia Star Wars, uma space opera norte-americana frequentemente referenciada em 30 Rock, começando com o episódio piloto (2006), no qual Tracy é visto a gritar que é um Jedi, um cavaleiro espacial dos filmes. Liz admite ser uma grande fã da saga, revelando tê-la assistido muitas vezes com o seu amigo Pete, e se vestido como a personagem Princesa Leia por quatro Dia das bruxas consecutivos, e ainda ao tentar se livrar do serviço do júri em Chicago e Nova Iorque. Ela sempre usa o vestido quando é seleccionado e é quase nunca escolhida, à excepção de quando a sua assistente Cerie alterou o seu endereço de residência de Chicago para Nova Iorque. Star Wars é também referenciado quando Tracy assume a identidade da personagem Chewbacca em "Tracy Does Conan". Liz tem muitas vezes usado metáforas de Star Wars para descrever a sua vida, admitindo que precisa de mais DVDs da saga. Em contraste, ela não é fã do filme Ataque dos Clones (2002), afirmando ser o seu menos favorito. Neste episódio, a última frase de Rosemary Howard, "Help me, Liz Lemon! You're my only hope!" em português:  "Me ajude, Liz Lemon! Você é a minha única esperança!" foi um trocadilho da mesma frase proferida pela Princesa Leia à Obi-Wan Kenobi no filme Star Wars: Episódio IV – Uma Nova Esperança (1977). Antes da transmissão de "Rosemary's Baby", os fãs de 30 Rock criaram muita expectativa na internet acerca da participação de Fisher. Fey, uma fã de Star Wars, disse que a piada ou referência à saga "começou a acontecer organicamente" quando a equipa apercebeu-se que tinha uma referência de Star Wars "em quase todos episódios." A argumentista disse que a partir de então "tornou-se uma coisa que [eles] tentaram manter no programa," e que mesmo que não pudessem incluir uma em cada episódio, ainda tinham uma "média muito alta de piadas," atribuindo a maioria das referências ao produtor executivo e argumentista Robert Carlock, a quem descreveu como "o especialista residente."
Outras participações especiais em "Rosemary's Baby" foram do actor Stuart Zagnit, que interpretou uma versão fictícia de Richard Nixon, e de Elijah Cook, que desempenhou uma versão jovem de Tracy Jordan. O actor Lonny Ross, intérprete da personagem Josh Girard em 30 Rock, apesar de ter recebido crédito durante a transmissão dos créditos finais, não participou deste episódio.
O actor e comediante Judah Friedlander, intérprete da personagem Frank Rossitano em 30 Rock, é conhecido pelos seus bonés de camioneiro de marca registada que usa dentro e fora da personagem Frank. Os chapéus normalmente apresentam palavras ou frases curtas estampadas neles. Friedlander afirmou que ele próprio é quem faz os acessórios. Revelou também que "alguns deles são brincadeiras íntimas, e alguns são simplesmente piadas." A ideia veio do persona de Friedlander nas suas apresentações de comédia stand-up, nas quais os objectos de adorno estão todos estampados com a escrita "campeão mundial" em línguas e aparências diferentes. Em "Rosemary's Baby", Frank usa bonés que leem "Field Hockey Coach" e "Balls."

## Enredo
O executivo Jack Donaghy (Alec Baldwin) anuncia Liz Lemon (Tina Fey) como a vencedora do "Prémio Seguidor da GE," um prémio atribuído ao empregado da GE que melhor exemplifica um seguidor, que também inclui a quantia de dez mil dólares. Liz leva o produtor Pete Hornberger (Scott Adsit) para uma sessão de autógrafos na qual espera conhecer Rosemary Howard (Carrie Fisher), uma argumentista de quem é fã, e convida-a para ser uma guionista convidada no TGS. Rosemary concebe várias idéias controversas para Jack, que ordena a Liz para a despedir. Porém, Liz se recusa, e Jack despede as duas. Então, Liz vai até a casa de Rosemary à procura de inspiração, mas apercebe-se que a sua ídola apresenta sinais de loucura e decibe abandoná-la. Mais tarde, Liz volta ao escritório de Jack para implorar com sucesso pelo seu trabalho. Jack promete ajudá-la a investir o dinheiro do prémio, e ela jura que irá enviar quatrocentos dólares por mês a Rosemary pelo resto da sua vida.
Entretanto, quando Tracy Jordan (Tracy Morgan) causa um tumulto em um evento público, Jack assegura-lhe que como uma estrela de cinema, ele pode fazer o que bem entender, excepto luta de cães. Então, Tracy o desobedece e, quando ralhado por Jack, responde que este não é seu pai. De maneira a ultrapassarem as suas dificuldades, ambos reúnem-se com um profissional de saúde mental da NBC. Nessa sessão de terapia, Jack assume o papel do pai de Tracy, o próprio Tracy, e a mãe de Tracy, entre várias outras pessoas que influenciaram a infância do actor, ajudando a transmitir a mensagem de que mesmo que os pais de Tracy possam ter se divorciado, ainda o amavam. Embora este acto conforte Tracy e o faça concluir que ame a sua família, ele afirma que os seus parentes são loucos e precisa de distância deles. Jack abraça Tracy e diz-lhe que ele é a única família que ele precisa.
Não obstante, Jenna Maroney (Jane Krakowski) queima por acidente o casaco de estagiário de Kenneth Parcell (Jack McBrayer) em um fogão elétrico. Kenneth fica extremamente preocupado pois tem receio de sofrer punição de Donny Lawson, chefe dos estagiários. Jenna encontra Donny nos bastidores do TGS, que fica muito emocionado por finalmente ter um motivo para enviar Kenneth para a CNBC na Nova Jérsia. Donny oferece uma escolha a Kenneth: ir para Nova Jérsia, ou competir em um desafio de resistência física e conhecimentos sobre a NBC; Jenna concorda com o desafio. Antes do início do evento, Pete chega e grita com os estagiários para eles voltarem ao trabalho. Além disso, força Donny a dar um casaco novo a Kenneth, mas Donny jura a ambos Jenna e Kenneth que irá se vingar.

## Transmissão e repercussão
Antes da transmissão de "Rosemary's Baby", a NBC mudou o horário habitual de emissão de 30 Rock das 21h para as 20h30min. O episódio foi originalmente transmitido nos Estados Unidos na noite de 25 de Outubro de 2007 como o 25.° episódio de 30 Rock. De acordo com os dados publicados pelo sistema de mediação de audiências Nielsen Ratings, "Rosemary's Baby" foi visto por uma média de 6,53 milhões de telespectadores norte-americanos e recebeu a classificação de 3,1 e oito de share no perfil demográfico dos telespectadores entre os dezoito aos 49 anos de idade. Isso significa que ele foi visto por 3,1 por cento de todas as pessoas de dezoito a 49 anos, e oito por cento de todas as pessoas entre os dezoito a 49 anos de idade que estavam a assistir televisão no momento da transmissão. Em relação ao episódio anterior, "Rosemary's Baby" registou um aumento de dezanove por cento naquele perfil demográfico, recebendo o maior resultado desde o episódio de estreia da segunda temporada de 30 Rock.
| Críticas profissionais | Críticas profissionais |
| Avaliações da crítica  | Avaliações da crítica  |
| Fonte                  | Avaliação              |
| ---------------------- | ---------------------- |
| AOL                    | (positiva)             |
| A.V. Club              | A                      |
| Entertainment Weekly   | (positiva)             |
| The Futon Critic       | (positiva)             |
| IGN                    | 9,0/10                 |
| TV Guide               | (positiva)             |
| The New York Times     | (positiva)             |
| The New Yorker         | (positiva)             |
| UGO                    | (positiva)             |

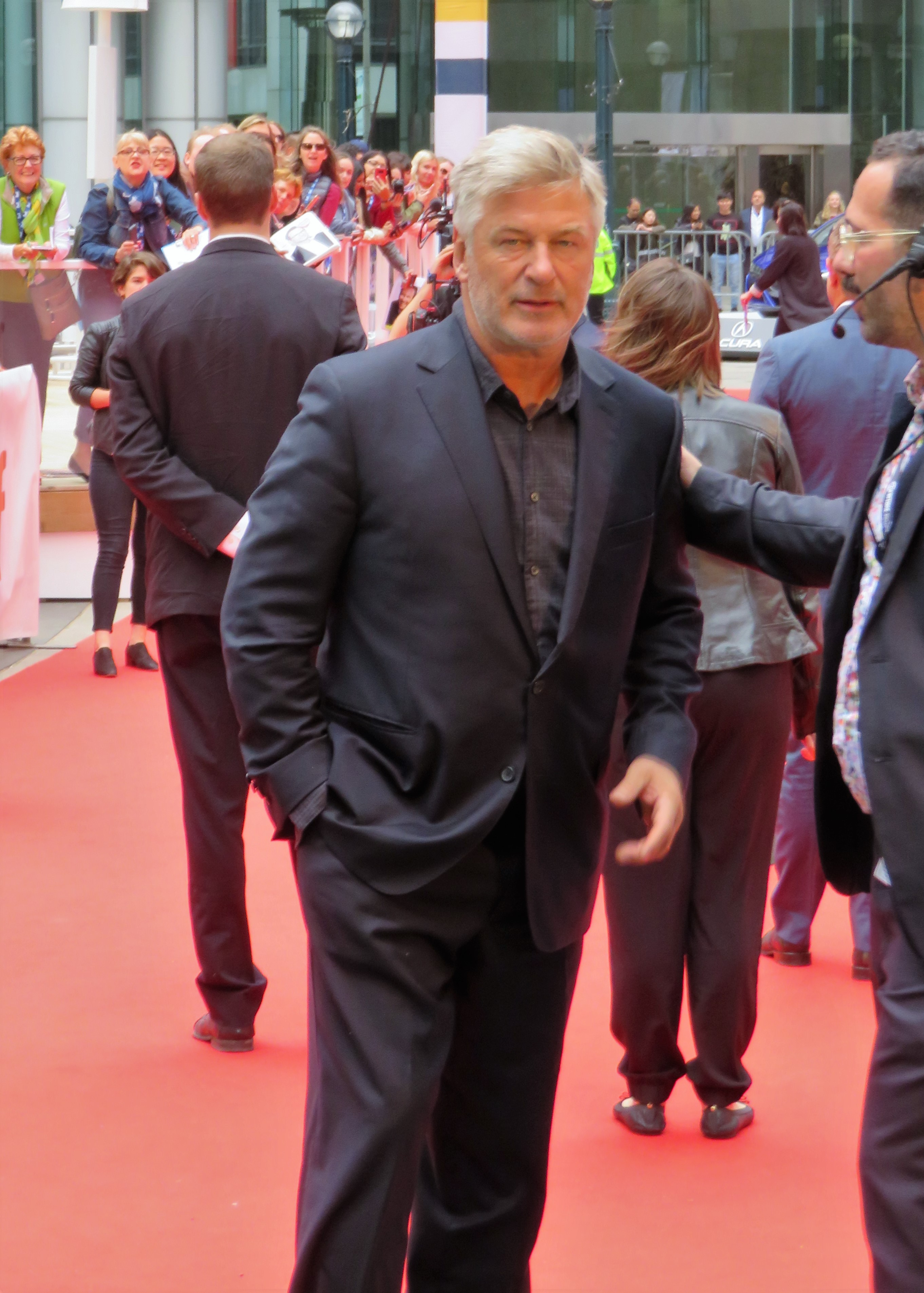
Além de ter recebido vários elogios pela crítica de televisão, Alec Baldwin venceu um prémio Emmy do horário nobre pelo seu desempenho em "Rosemary's Baby."

Para Matt Webb Mitovich, da revista de entretenimento TV Guide, "Rosemary's Baby" é "um dos melhores episódios de 30 Rock de sempre," enaltecendo bastante a participação de Fisher e ainda mais a sessão de terapia entre Baldwin e Morgan. Na sua análise para a coluna televisiva TV Squad do portal AOL, o crítico Bob Sassone sentiu que apesar do enredo "frenético," o episódio conseguiu se suceder bem, igualmente tecendo elogios à sessão de terapia, a qual descreveu como "uma das cenas mais engraçadas... da TV nesta temporada televisiva." Segundo o analista de televisão Robert Canning, na sua análise para o portal britânico IGN, este foi "um dos melhores episódios que a série produziu até agora" devido às "tramas excelentes para estrelas convidadas excelentes." Canning também achou que a sessão de terapia foi "o melhor momento do episódio." No rescaldo da morte de Fisher em 2016, Emilly Nussbaum, repórter do jornal The New Yorker, descreveu "Rosemary's Baby" através de uma publicação no Twitter como um "Key to All Mythologies da comédia feminina," ao que o crítico A. O. Scott respondeu no jornal The New York Times ser uma "atenuação da grandiosidade do episódio. A personagem de Rosemary howard incorpora as glórias e contradições da segunda onda do feminismo, e a ambivalência de Liz em relação a ela é uma ilustração farpada e brilhante da ansiedade da influência feminina na comédia." Scott acrescentou que, devido ao facto de Liz Lemon ser uma fã de Star Wars, "a escolha da Sra. Fisher... adiciona doze dimensões de humor meta." Nathan Rabin, crítico de televisão do jornal de entretenimento A.V. Club, opinou que embora "tenha ficado um pouco preocupado por 30 Rock usar demais o estilo Family Guy de non sequiturs e divagações, este [episódio] foi o melhor da emissora de televisão, e uma marca d'água bem forte do seriado." O jornalista Erik Adams, incluiu o episódio na lista dos Dez Episódios de 30 Rock Torceram a Fórmula de Sitcom, publicada pelo A.V. Club em 2013.
A página de entretenimento nova-iorquina UGO posicionou "Rosemary's Baby" como um dos Onze Melhores Episódios de Televisão de 2007, enquanto o portal de televisão The Futon Critic colocou-o no 13.° lugar da lista dos 50 Melhores Episódios de 2007, com ambos periódicos apontando a sessão de terapia como o motivo pela posição. Por sua vez, a revista eletrónica Entertainment Weekly incluiu o episódio na sua lista dos Melhores Episódios da Década, comentando: "Entre o papel convidado deliciosamente interpretado por Carrie Fisher e o roubo da sessão de terapia de Tracy Jordan por Jack Donaghy, este episódio de 2007 foi tão errado. E tão bom."
Na 60.ª cerimónia anual dos Prémios do Sindicato de Realizadores Norte-americanos, o realizador Michael Engler foi nomeado na categoria "Melhor Realização em Série de Comédia." Na 60.ª cerimónia anual dos prémios Emmy do horário nobre, decorrida na noite de 21 de Setembro de 2008, recebeu outra nomeação para a categoria homónima. Porém, em ambas ocasiões perdeu para Barry Sonnenfeld pelo seu trabalho no episódio "Pie-lette" de Pushing Daisies. Ainda na cerimónia dos prémios Emmy, o argumentista Jack Burditt também recebeu uma nomeação na categoria Melhor Guião em Série de Comédia, a qual perdeu para "Cooter", último episódio desta temporada de 30 Rock escrito por Fey. Outra nomeação foi para Fisher na categoria Melhor Actriz Convidada em Série de Comédia, a qual também perdeu para Kathryn Joosten pelo seu desempenho como Karen McCluskey em Donas de Casa Desesperadas. Não obstante, foi Baldwin que saiu vencedor com a sua nomeação na categoria Melhor Actor Principal em Série de Comédia.